# Спаліни-Малі
Спаліни-Малі (пол. Spaliny Małe, нім. Klein Spalienen) — село в Польщі, у гміні Розоги Щиценського повіту Вармінсько-Мазурського воєводства.
Населення — 43 особи (2011).
У 1975-1998 роках село належало до Остроленцького воєводства.

## Демографія
Демографічна структура станом на 31 березня 2011 року:
|          | Загалом | Допрацездатний вік | Працездатний вік | Постпрацездатний вік |
| -------- | ------- | ------------------ | ---------------- | -------------------- |
| Чоловіки | 23      | 7                  | 14               | 2                    |
| Жінки    | 20      | 7                  | 11               | 2                    |
| Разом    | 43      | 14                 | 25               | 4                    |